# Algérie en flammes
Pour plus de détails, voir Fiche technique et Distribution.
Algérie en flammes est un film du réalisateur René Vautier sorti en 1958.

## Synopsis
Les premières images tournées dans les maquis de l'ALN, au cours de la fin de l'année 1956 et en 1957, ont été capturées avec une caméra tenue à la main. Ces images de guerre, prises dans les Aurès-Nementchas, étaient destinées à servir de base pour un dialogue entre les Français et les Algériens en faveur de la paix en Algérie, en montrant l'existence d'une organisation armée proche du peuple.
Trois versions du film Algérie en flammes ont été réalisées : française, allemande et arabe. Dès la fin du montage, le film a été diffusé sans aucune coupure dans le monde entier, à l'exception de la France où la première projection a eu lieu à la Sorbonne occupée en 1968. Certaines images du film ont circulé et ont été utilisées dans d'autres films, notamment des films algériens.

## Contexte
Au début de la lutte pour l'indépendance de l'Algérie, René Vautier a réalisé un film sur la conquête de l'Algérie par la France en 1830. Le Ministère français des Affaires étrangères a sévèrement critiqué le film, considérant que la prédiction d'une rébellion de l'Algérie contre l'oppresseur étranger était une menace pour la sécurité nationale. En réponse à ces accusations, René Vautier a tourné Algérie en flammes, un reportage sur le mouvement de résistance algérien.
En raison de l'agitation suscitée par ce film, Vautier a été contraint de vivre dans la clandestinité pendant 25 mois. Après la déclaration d'indépendance de l'Algérie, il a fondé le premier Centre Audiovisuel Algérien.